# 天穹白鮭
天穹白鮭為輻鰭魚綱鮭形目鮭科的一種，為溫帶淡水魚，被IUCN列為易危保育類動物，分布於北美洲哈德遜灣及五大湖流域，深度20-150公尺，體長可達40公分，棲息在底中層水域，會行洄游，生活習性不明。